# Bahnhof Willebadessen
Der Bahnhof Willebadessen ist ein Nahverkehrshalt an der Bahnstrecke Hamm–Warburg (Kursbuchstrecke 430) bei Willebadessen am Rande des Eggegebirges. Das historische Gebäudeensemble besteht aus Empfangsgebäude, Güterhalle sowie Nebengebäuden wie einer Toilettenanlage und einem ehemaligen Ziegenstall. Es ist in der Liste der Baudenkmäler in Willebadessen eingetragen.

## Geschichte
Der Bau des ursprünglichen, heute denkmalgeschützten Bahnhofs in den 1850er Jahren steht im Zusammenhang mit dem Bau der Strecke zwischen Preußen, zu dem Westfalen damals gehörte, und Kurhessen. Zwischen Paderborn und Willebadessen war eine direktere Trasse über Lichtenau vorgesehen. Jedoch hatte Preußen die Konzession an die private Köln-Minden-Thüringischen-Verbindungs-Eisenbahn-Gesellschaft vergeben. Diese zeigte sich mit der Querung des Eggegebirges und dem Bau des damals geplanten Tunnel (Alte Eisenbahn) überfordert und musste 1848 Insolvenz anmelden. Die staatliche Königlich-Westfälische Eisenbahn-Gesellschaft übernahm das Projekt, ersetzte die ursprüngliche Trassierung durch eine oberirdische Führung über Altenbeken und eröffnete die Verbindung Paderborn–Warburg am 22. Juli 1853.
Der Bahnhof liegt an einer wichtigen Ost-West-Verbindung. Im Dezember 1970 wurde die Elektrifizierung der Strecke vollendet, der Bahnhof verlor aber an Bedeutung und seine Nutzung für Personenverkehr wurde 1993 eingestellt.
Reaktiviert wurde die Station zum 12. Dezember 2003 nach zehn Jahren ohne Zughalte. Von hier fahren nun Züge im 60-Minuten-Takt nach Kassel-Wilhelmshöhe und Hamm(Westf.), durch den ebenfalls 2003 eröffneten Eggetunnel. Nächster Bahnhof im Personenverkehr in Richtung Nordwesten ist der Bahnhof Altenbeken.
Der Europäische Fernwanderweg E1, der von Schweden nach Italien verläuft, führt am Bahnhof Willebadessen vorbei.

## Anlagen
Der Bahnhof verfügt über drei Gleise, wobei die äußeren jeweils einen Außenbahnsteig haben, eine Querung der Gleise ist nur an der Unterführung der Bahnhofsstraße möglich. Das mittlere Gleis verfügt über keinen Bahnsteig. Gleise und Anlagen für den Güterverkehr sind entfernt. Die Gleise sind hier nicht vom Empfangsgebäude ausgehend, sondern von der anderen Bahnhofsseite gezählt.
Im Norden des Bahnhofs liegt das Stellwerksgebäude Wf.

## Verkehr
Der Bahnhof Willebadessen wird von den Nahverkehrslinie RE 11 bedient.
| Linie       | Verlauf | Takt   | Betreiber        |
| ----------- | --- | ------ | ---------------- |
| RE 11 (RRX) | Rhein-Hellweg-Express: Kassel-Wilhelmshöhe – Hofgeismar – Warburg (Westf) – Willebadessen – Altenbeken – Paderborn Hbf – Lippstadt – Soest – Hamm (Westf) Hbf – Kamen – Dortmund Hbf – Bochum Hbf – Wattenscheid – Essen Hbf – Mülheim (Ruhr) Hbf – Duisburg Hbf – Düsseldorf Flughafen – Düsseldorf Hbf Abschnitt Düsseldorf–Hamm entfällt aufgrund einer angespannten Personalsituation bis auf einzelne Fahrten. Stand: Februar 2025 | 60 min | National Express |